# Phạm Văn Quang
Phạm Văn Quang là kiểm sát viên cao cấp Việt Nam. Ông hiện giữ chức vụ Viện trưởng Viện kiểm sát nhân dân tỉnh Hải Dương.

## Tiểu sử
Phạm Văn Quang là đảng viên Đảng Cộng sản Việt Nam.
Vào ngày 16 tháng 6 năm 2015, Phạm Văn Quang, Phó Viện trưởng Viện kiểm sát nhân dân tỉnh Hải Dương, được Phó Viện trưởng Viện kiểm sát nhân dân tối cao Việt Nam Trần Công Phàn trao quyết định số 98,99/QĐ-VKSTC ngày 9/6/2015 của Viện trưởng Viện kiểm sát nhân dân tối cao Việt Nam bổ nhiệm giữ chức vụ Viện trưởng Viện kiểm sát nhân dân tỉnh Hải Dương nhiệm kỳ 5 năm kể từ ngày 15/6/2015 thay cho ông Nguyễn Huy Thái nghỉ hưu.
Chiều ngày 28 tháng 10 năm 2015, tại Đại hội đảng bộ tỉnh Hải Dương lần thứ XVI nhiệm kỳ 2015-2020, Phạm Văn Quang, Viện trưởng Viện kiểm sát nhân dân tỉnh Hải Dương, được bầu vào Ban chấp hành đảng bộ tỉnh Hải Dương nhiệm kỳ 2015-2020 với tỷ lệ phiếu bầu 97,7 %.
Ngày 3 tháng 4 năm 2016, Phạm Văn Quang, Viện trưởng Viện kiểm sát nhân dân tỉnh Hải Dương, được trao quyết định bổ nhiệm chức danh kiểm sát viên cao cấp.